# Таон ди Ревель, Иньяцио Леоне
Маркиз Иньяцио Таон ди Ревель, граф ди Сант’Андрэа и Ревель и ди Пралунго, сеньор ди Кастельнуово (итал. Marchese Ignazio Leone Luigi Alessandro Giuseppe Maria Thaon di Revel, Conte di Sant'Andrea e Revel, di Pralungo, Signore di Castelnuovo; 21 ноября 1839 года, Турин — 29 ноября 1907 года, Турин, Королевство Италия) — итальянский государственный деятель, сенатор.

## Биография
С 1874 года по 1876 год и с 1880 год по 1882 год — депутат Палаты депутатов Итальянского Королевства XII и XIV созывов.
С 5 июня 1884 года по 1907 год — коммунальный советник Турина. Являлся заместителем мэра Турина.
С 1878 года по 1888 год — провинциальный советник Турина.
С 1879 года по 1881 года, с 1883 года по 1884 год, с 1886 года по 1888 год — член провинциальной депутации Турина.
Занимал должность мэра Сан-Раффаэле Чимена. Был церемониймейстером, и почётным церемониймейстером, Королевского двора в Турине. Занимался благотворительностью, занимал посты директора благотворительной организации и госпиталя «S. Luigi Gonzaga» в Турине и члена дирекции Национального института для дочерей военных в Турине.
С 1900 года по 1907 год — сенатор Королевства Италия. Назначен 14 июля, полномочия подтверждены 29 июня, присягу принял 2 июля 1900 года.

## Награды
- Серебряная медаль «За воинскую доблесть»